# Pilz (bedrijf)
Pilz GmbH & Co. KG is een familieonderneming die actief is op het gebied van industriële automatisering. Naast de hoofdvestiging in de Duitse plaats Ostfildern heeft Pilz vestigingen in 42 landen en wereldwijd ruim 2.504 werknemers (2024).

## Geschiedenis
Ondernemer Hermann Pilz richtte in 1948 een glasblazerij op in Esslingen. In de eerste naoorlogse jaren richtte het bedrijf zich op de vervaardiging van glazen instrumenten voor laboratoria en kwikrelais. In 1960 nam zijn zoon Peter Pilz het bedrijf over, die de focus verlegde naar elektronica en miniaturisatie waarbij Pilz zich specialiseerde in relais, besturingssystemen en timers. Anno 2012 is het bedrijf ook leverancier van programmable logic controllers.
Na 1967 opende de firma vestigingen in het buitenland. Pilz was de eerste fabrikant van elektronische DIN-relais, in 1970 ontwikkelde Pilz een norm voor 35 mm-montage die later zou uitgroeien tot een industriële norm. En in 1987 ontwikkelde Pilz de allereerste veiligheidsrelais, de PNOZ (Pilz Not-Aus-Sicherheitsschaltgerät).
Vandaag bestaat het productportfolio van Pilz uit oplossingen voor de complete automatisering: van sensoren en besturingstechniek tot en met aandrijftechniek en software. Naast producent en verdeler van componenten biedt Pilz een waaier aan diensten voor automatisering, installatie- en machineveiligheid: van risicoanalyse tot CE-markering, engineering en trainingen op het gebied van machineveiligheid.
Pilz GmbH & Co. KG is een familiebedrijf dat volledig eigendom van de families Pilz en Kunschert is. Eind 2017 heeft Renate Pilz, voorzitter van de directie, zich teruggetrokken uit de leiding van het bedrijf. Sinds 2018 wordt de directie gevormd door de beherende vennoten Susanne Kunschert en Thomas Pilz.